# 魏刀児
魏 刀児（ぎ とうじ、? - 618年）は、中国の隋末の民衆叛乱の指導者。河北の人。別名を魏刁児という。

## 生涯
大業11年（615年）、王須抜とともに十万人を率いて挙兵し、歴山飛と号した。
大業12年（616年）、部下の甄翟児を派遣して太原へ進攻し、隋の将軍の潘長文を殺害した。王須抜の死後、その部下はことごとく魏刀児の配下に加わった。深沢を根拠地として魏帝を称し、冀州・定州を転戦した。
大業14年（618年）、魏刀児は、竇建徳によって暗殺され、魏刀児の部下は竇建徳に吸収された。